# Lista Hot Top 20
Hot Top 20 – lista przebojów nadawana w łódzkim Radiu Parada, od poniedziałku do czwartku, w godzinach wieczornych.
W audycji prezentowanych jest 20 piosenek w notowaniu oraz 5 w propozycjach. Głosowanie na utwory przebiega za pośrednictwem systemu SMS.
Program, oprócz emisji piosenek, ma stałe punkty, m.in. Puchar za suchar czy Poetyka Piosenki Polskiej. Cechą charakterystyczną są, tworzone spontanicznie przez prowadzących, dżingle.
Audycję prowadzi dj Andrzej Prusisz (djap).